# Tennessee (rivier)

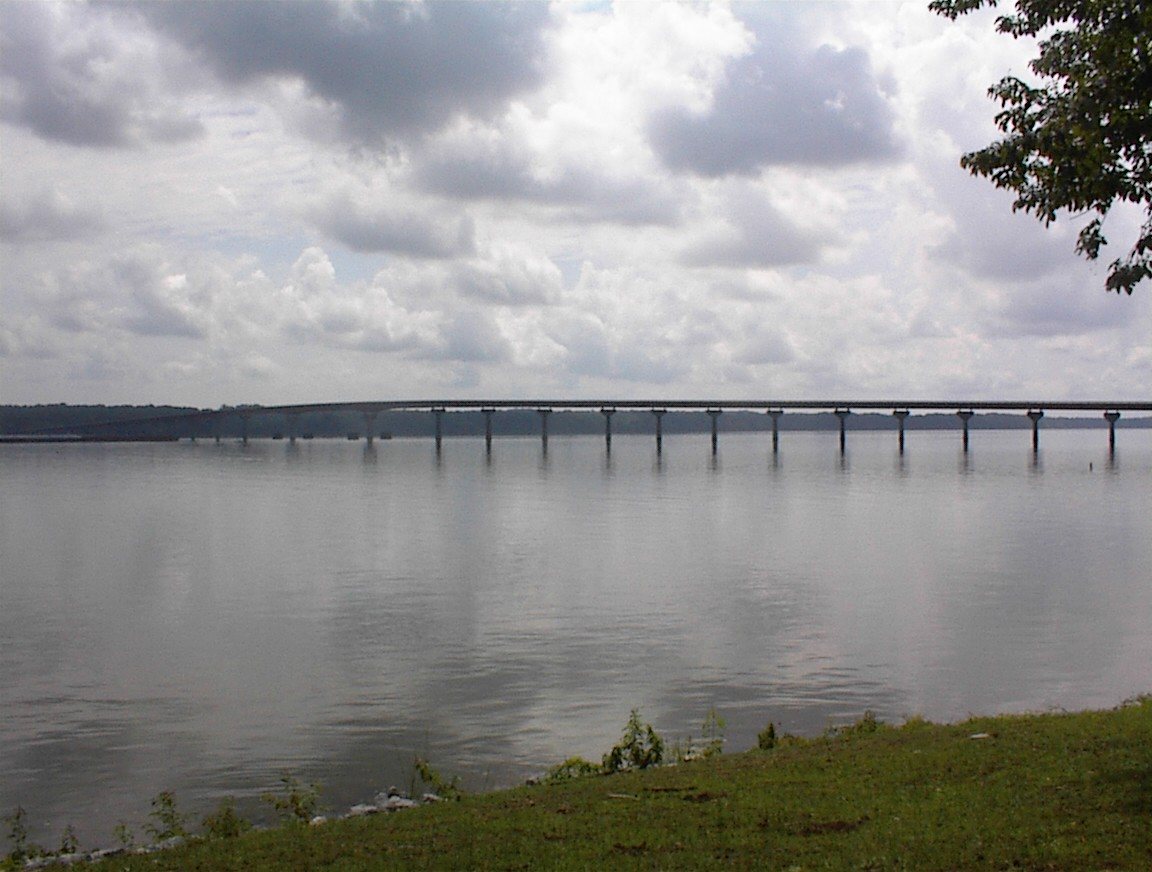
De rivier in Cherokee (Alabama)

De Tennessee is de grootste zijrivier van de Ohio. Zij is ongeveer 1049 kilometer lang en is gelegen in het zuidoosten van de Verenigde Staten, in de Tennessee Valley. De rivier heeft een gemiddelde debiet van zo’n 2.000 kubieke meter per seconde, maar de hoogste gemeten afvoer was 14.158 m3/sec.
De Tennessee River ontstaat op de plaats waar de Holston en de French Broad River samenstromen, in Knoxville. Vanaf daar stroomt de rivier richting het zuidwesten door Oost-Tennessee om daar kort over de grens met de staat Mississippi te stromen, om daarna weer richting Tennessee terug te keren. De rivier eindigt in de Ohio.
De Tennessee-Tombigbee Waterway, een 377 kilometer lang kanaal, verbindt de rivier verderop met de Tombigbee. Door die waterweg werd de vaartijd van Tennessee en Alabama naar de Golf van Mexico aanzienlijk verkort.
De Tennessee Valley Authority onderhoudt meerdere dammen in de rivier voor diverse doeleinden als het beperken van wateroverlast, opwekken van elektriciteit en voor de recreatie.

## Plaatsen
Plaatsen die gelegen zijn aan de rivier. Plaatsen met meer dan 30.000 inwoners zijn aangegeven met *.
- Bridgeport (Alabama)
- Chattanooga (Tennessee)*
- Cherokee (Alabama)
- Clifton (Tennessee)
- Crump (Tennessee)
- Decatur (Alabama)*
- Florence (Alabama)*
- Grand Rivers (Kentucky)
- Guntersville (Alabama)
- Harrison (Tennessee)
- Huntsville (Alabama)*
- Killen (Alabama)
- Knoxville (Tennessee)*
- Lakesite (Tennessee)
- Langston (Alabama)
- Lenoir City (Tennessee)
- Loudon (Tennessee)
- New Johnsonville (Tennessee)
- Paducah (Kentucky)
- Redstone Arsenal (Alabama)
- Saltillo (Tennessee)
- Savannah (Tennessee)
- Scottsboro (Alabama)
- Sheffield (Alabama)
- Soddy-Daisy (Tennessee)
- Signal Mountain (Tennessee)
- South Pittsburg (Tennessee)
- Triana (Alabama)
- Waterloo (Alabama)

- Library of Congress Control Number: sh85133887
- National Archives and Records Administration: 10043828
- Nationale Bibliotheek van Israël: 987007529665305171
- Virtual International Authority File: 316747068
- WorldCat: E39PBJq6XTp98cbWv3hvdmd4v3